# Krzysztof Jaworski (polityk)
Krzysztof Marek Jaworski (ur. 18 lutego 1961 we Włocławku) – polski samorządowiec, dwukrotny wicewojewoda włocławski, działacz opozycji demokratycznej w okresie PRL.

## Życiorys
Studiował od 1980 na Uniwersytecie Łódzkim, ukończył w 1989 studia na Wydziale Prawa i Administracji Uniwersytetu im. Adama Mickiewicza.
W 1980 wstąpił do Niezależnego Zrzeszenia Studentów. Po wprowadzeniu stanu wojennego współorganizował na Wydziale Prawa i Administracji UŁ strajk studencki, później współtworzył niejawną Grupę „Niepodległość”, działającą we Włocławku. W styczniu 1982 został tymczasowo aresztowany, w marcu tegoż roku skazany na karę 3 lat i 6 miesięcy pozbawienia wolności. Po uzyskanym w marcu 1983 zwolnieniu współpracował z podziemnymi organizacjami opozycyjnymi.
W 1990 został przewodniczącym komisji zakładowej NSZZ „Solidarność” w Urzędzie Wojewódzkim we Włocławku. Pracował tam jako inspektor wojewódzki, kierownik oddziału paszportów i dyrektor wydziału. W latach 1993–1994 pełnił funkcję wicewojewody włocławskiego, później wykonywał zawód doradcy podatkowego. W 1998 powrócił na stanowisko wicewojewody; był ostatnim wicewojewodą w historii województwa włocławskiego. Następnie pracował w Zachodniopomorskiej Szkole Businessu, jako zarządca komisaryczny, specjalista i koordynator w różnych przedsiębiorstwach.
Działał w Kongresie Liberalno-Demokratycznym, Unii Wolności (pełnił m.in. funkcję wiceprzewodniczącego zarządu regionalnego) i Platformie Obywatelskiej. W 1994, 1998 i 2002 wybierany w skład rady miejskiej. W 2006 bez powodzenia ubiegał się o reelekcję, tym razem z ramienia lokalnego komitetu wyborczego. Później przystąpił do Stronnictwa Demokratycznego. W 2014 kandydował do rady miasta z ramienia PiS. Ponownie wystartował z ramienia tej partii w wyborach w 2018.

## Odznaczenia
Został odznaczony Brązowym Krzyżem Zasługi (2001), Krzyżem Oficerskim Orderu Odrodzenia Polski (2009) oraz Krzyżem Wolności i Solidarności (2015).